# 克利夫伍德比奇 (新澤西州)
克利夫福德伍奇（英語：Cliffwood Beach）是位於美國新澤西州蒙茅斯縣的普查規定居民點。

## 人口
根據2020年美國人口普查的數據，克利夫福德伍奇的面積為2.49平方千米，當中陸地面積為2.35平方千米，而水域面積為0.14平方千米。當地共有人口3036人，而人口密度為每平方千米1,219.28人。